# Helena Deckmyn
Helena Deckmyn (Roeselare, 18 augustus 1924 - Roeselare, 6 juli 2017) was een Belgische politica voor de CVP. Ze was de eerste vrouwelijke voorzitter van de Commissie voor Openbare Onderstand in de stad Roeselare.

## Levensloop
Helena Deckmyn was de jongste van drie toen haar vader in 1931 overleed. Ze volgde les bij de Grauwe Zusters in Roeselare, maar kon niet verder studeren door een gebrek aan financiële middelen. Ze gaf enkele jaren bijles bij de Grauwe Zusters. In 1951 werd ze gevraagd om mee te helpen bij Familiezorg. Deze katholieke organisatie werd in 1948 opgericht door Elisabeth Mostaert in Roeselare vanuit de Burgerjeugd. Het was een instelling die huishoudelijke verzorging verleende aan zorgbehoevenden. Deckmyn trouwde niet en bleef werken bij Familiezorg dat ze vorm gaf. Ze stond onder meer in voor het afleggen van huisbezoeken en het opleiden van gezins- en bejaardenhelpers.
In 1970 werd ze door de middenstandskandidaten van de lokale CVP overgehaald om zich kandidaat te stellen bij de gemeenteraadsverkiezingen in Roeselare. Ze werd niet verkozen, maar zetelde wel in de raad van de Commissie voor Openbare Onderstand (C.O.O.). Na het overlijden van de voorzitter Joseph Demeester in 1975 werd zij onverwacht voorzitter van de Commissie. Daarmee werd ze de eerste vrouwelijke C.O.O.-voorzitter in de stad. Tot op heden is ze nog steeds de enige vrouw die aan het hoofd van deze commissie stond. In 1976 besloot Deckmyn om volop de kaart van Familiezorg te trekken en liet ze de politiek voor wat het was. Ze bleef er actief tot 1989 wanneer ze op pensioen ging.